# Berja
Berja é um município da Espanha na província de Almería, comunidade autónoma da Andaluzia, de área 218 km² com população de 15035 habitantes (2009) e densidade populacional de 68,97 hab./km².

## Demografia
| Variação demográfica do município entre 1991 e 2004 | Variação demográfica do município entre 1991 e 2004 | Variação demográfica do município entre 1991 e 2004 | Variação demográfica do município entre 1991 e 2004 | Variação demográfica do município entre 1991 e 2004 |
| --------------------------------------------------- | --------------------------------------------------- | --------------------------------------------------- | --------------------------------------------------- | --------------------------------------------------- |
| 1991                                                | 1996                                                | 2001                                                | 2004                                                | 2008                                                |
| 12054                                               | 13043                                               | 13331                                               | 13924                                               | 15001                                               |